# Ernst Otto Beckmann
Ernst Otto Beckmann (Solingen, 1853. július 4. – Berlin, 1923. július 13.) német kémikus.
Patikussegédként kezdte pályafutását. 1875 és 1878 között Lipcsében tanult kémiát és gyógyszerészetet. 1882-ben Braunschweigi Műszaki Egyetemen habilitált, majd Lipcse, Gießen és Erlangen egyetemén tanított. 1912-ben az akkor alapított berlini Kaiser Wilhelm Fizikai Kémiai és Elektrokémiai Intézet első igazgatójának nevezték ki.
Neve többek között a fagyáspontcsökkenés és forráspont-emelkedés mérésére tervezett Beckmann-hőmérőről és a Beckmann-féle átrendeződésről (oxim – amid átalakulásról) vált máig ismertté.